# Razija Mujanović
Razija Mujanović (Čelić, República Federal Socialista de Iugoslàvia, 15 d'abril de 1967) és una exjugadora de bàsquet bòsnia. Va començar la carrera al Jedinstvo Aida de Tuzla, equip al que arriba després que la descobrira l'entrenador Miki Vuković. A Tuzla, va ser campiona d'Europa en 1989.
De la mà de Vuković arriba al CB Godella la temporada 1991-92, obtenint el títol de lliga i una altra Eurolliga. Per aquelles dates ja era considerada la millor jugadora europea. La temporada següent fitxa per la Comense, perdent la final contra el Godella. En 1994, i també contra l'equip de l'Horta Nord, guanyaria la tercera Eurolliga, amb el Como, final que es repetiria el 1995.
Durant la seua trajectòria va guanyar cinc Campionats de Lliga, quatre Campionats europeus, va ser campiona de Copa Nacional, i va obtenir tres medalles de plata al Campionat europeu (1991), les olimpíades de 1988 i el Campionat Mundial (1990).
Va ser votada com la millor jugadora de bàsquet europeu millor en tres ocasions (1991, 1994 i 1995).
Va jugar el seu últim partit amb la selecció bòsnia en setembre de 2007.